# StAX
Streaming API for XML (StAX) és una interfície de programació de programes per llegir i escriure documents XML que intenta superar els problemes que tenen els dos sistemes tradicionals de llegir fitxers XML: sistemes basats en events (SAX és el més habitual) i DOM.
StAX intenta aprofitar-se del millor dels dos sistemes:
- No necessita carregar tot el document a memòria com fan els sistemes basats en DOM de manera que consumeix pocs recursos
- Permet que sigui l'usuari i no el parser el que controla el processament del fitxer XML
- Permet crear documents XML com ho fa DOM

StAX va ser dissenyat pensant en el concepte de cursor (un punt dins del document) que és mogut per l'aplicació a mesura que li fa falta la informació. Funciona amb un sistema conegut com a Pull parsing que es contraposa a la forma de treballar de SAX (Push parsing) on és el parser el que controla la sortida de la informació i l'aplicació es veu obligada a mantenir l'estat dels events per saber on està en el document.

## Exemple
Suposem que partim del següent fitxer XML del que es vol fer un llistat amb el nom dels alumnes
```
<?xml version="1.0" encoding="UTF-8"?>

<classe>

 
<alumne>

 
<nom>
Federicu
 
Pi
</nom>

 
</alumne>

 
<alumne>

 
<nom>
Marcelinu
 
Paivinu
</nom>

 
</alumne>

 
<alumne>

 
<nom>
Filomeno
 
Garcia
</nom>

 
</alumne>

</classe>

```

El primer és crear un parser StAX a partir de l'objecte de referència XMLStreamReader al que li passem la referència al fitxer XML:
```
FileReader
 
r
 
=
 
new
 
FileReader
(
"alumnes.xml"
);

XMLStreamReader
 
parser
 
=
 
XMLInputFactory
.
newInstance
().
createXMLStreamReader
(
r
);

```

Un cop es té el parser només cal anar avançant pel fitxer (next()) fins que es troba l'etiqueta que es vol (*nom*) i s'imprimeix per pantalla el seu contingut. La funció hasNext() serveix per comprovar quan s'ha arribat al final del fitxer
```
while
 
(
parser
.
hasNext
())

{

 
int
 
eventCode
 
=
 
parser
.
next
();

 
if
 
(
eventCode
 
==
 
XMLStreamReader
.
START_ELEMENT
)

 
{
 	 

 
if
 
(
"nom"
.
equals
(
parser
.
getLocalName
())
 
{
 

 
System
.
out
.
println
(
parser
.
getElementText
());

 
}

 
}

}

```